# Neptune Beach
Neptune Beach es una ciudad ubicada en el condado de Duval en el estado estadounidense de Florida. En el Censo de 2010 tenía una población de 7.037 habitantes y una densidad poblacional de 396,64 personas por km².

## Geografía
Neptune Beach se encuentra ubicada en las coordenadas 30°18′55″N 81°23′36″O / 30.31528, -81.39333. Según la Oficina del Censo de los Estados Unidos, Neptune Beach tiene una superficie total de 17.74 km², de la cual 6.04 km² corresponden a tierra firme y (65.96%) 11.7 km² es agua.

## Demografía
Según el censo de 2010, había 7.037 personas residiendo en Neptune Beach. La densidad de población era de 396,64 hab./km². De los 7.037 habitantes, Neptune Beach estaba compuesto por el 94.59% blancos, el 1.21% eran afroamericanos, el 0.36% eran amerindios, el 0.97% eran asiáticos, el 0.03% eran isleños del Pacífico, el 0.78% eran de otras razas y el 2.07% pertenecían a dos o más razas. Del total de la población el 3.95% eran hispanos o latinos de cualquier raza.